# Channa aurantimaculata
Channa aurantimaculata (Latein: „aurantium“ = orange, „maculatus“ = Fleck) ist eine aus dem nordöstlichen Indien stammende Art der Schlangenkopffische (Channidae). Die vier Paratypen für die Erstbeschreibung der erst im Jahr 2000 neu beschrieben Art stammen aus dem Brahmaputralauf im östlichen Assam.

## Merkmale
Der Körper von Channa aurantimaculata ist von dunkelbräunlicher Farbe, versetzt mit sieben bis acht orangegoldenen vertikalen Streifen und einigen unregelmäßigen Flecken. Die Brustflossen werden von fünf vertikalen schwarzen Bändern gemustert. Auch die Flossenbasis ist schwarz. Der Körper ist langgestreckt, relativ schlank und im Querschnitt im Vorderkörper annähernd rund, der Hinterkörper ist seitlich abgeflacht. Die Körperhöhe ist am Rückenflossenansatz am höchsten, die breiteste Stelle liegt an der Brustflossenbasis. Channa aurantimaculata hat 50 bis 52 Wirbel (45-48+4 oder 5). Der Kopf ist lang (31 bis 32,8 % der Standardlänge), die Schnauze breit und vorn abgerundet. Die Maullänge beträgt 44,6 bis 45,9 % der Kopflänge und die Maxillare reicht bis hinter den hinteren Augenrand. 
Die Prämaxillare ist in der ersten Reihe mit zahlreichen, konischen kleinen Zähnen besetzt, eine zweite Zahnreihe mit größeren Zähnen befindet sich dahinter. Weitere kleine konische Zähne und drei größere sitzen auf dem vorderen Pflugscharbein. Das Gaumenbein ist mit einer Reihe unterschiedlich großer Zähne besetzt, darunter 7 oder 8 große Fangzähne. Im Unterkiefer befinden sich kleine bis mittelgroße Zähne sowie 5 oder 6 große Fangzähne. Auf jeder Seite der Unterkieferunterseite befinden sich je zwei charakteristische große Schuppen. Zwischen den Augen ist der Kopf flach. Von der Seite betrachtet berührt der obere Augenrand nicht die Rückenlinie.
Rücken- und Afterflosse sind sehr lang und erreichen 65 bis 67,5 bzw. 40,1 bis 41,8 % der Standardlänge. Die Bauchflossen sind weniger als halb so lang wie die Brustflossen und erreichen nur 7,6 bis 8,5 % der Standardlänge. Die Brustflossen und die Schwanzflosse sind abgerundet. 
- Flossenformel: Dorsale 45-47, Anale 28-30, Pectorale 15-16, Ventrale 6, Caudale 14.
- Schuppenformel: 4,5-5,5/51-54/11-12;/25-28; 8-12 Schuppenreihen auf der Kehle; Schuppen vor der Dorsale 13-15.

Die Art wird bis zu 40 cm groß.